# Alcalá del Valle
Alcalá del Valle là một đô thị trong tỉnh Cádiz, Tây Ban Nha. Theo điều tra dân số 2006 đô thị này có dân số là 5355 người.

## Địa lý
Giáp với các đô thị khác là:
- Bắc: Sierra de Mollina, Cerro de la Atalaya và Arroyo de Tomillo
- Nam: Setenil de las Bodegas;
- Đông: Serranía de Ronda;
- Tây: Guadalporcún river và Torre Alháquime.

## Dân số
| 1999  | 2000  | 2001  | 2002  | 2003  | 2004  | 2005  |
| ----- | ----- | ----- | ----- | ----- | ----- | ----- |
| 5.274 | 5.271 | 5.292 | 5.278 | 5.329 | 5.325 | 5.355 |

Source: INE (Tây Ban Nha)

## Lễ kỷ niệm

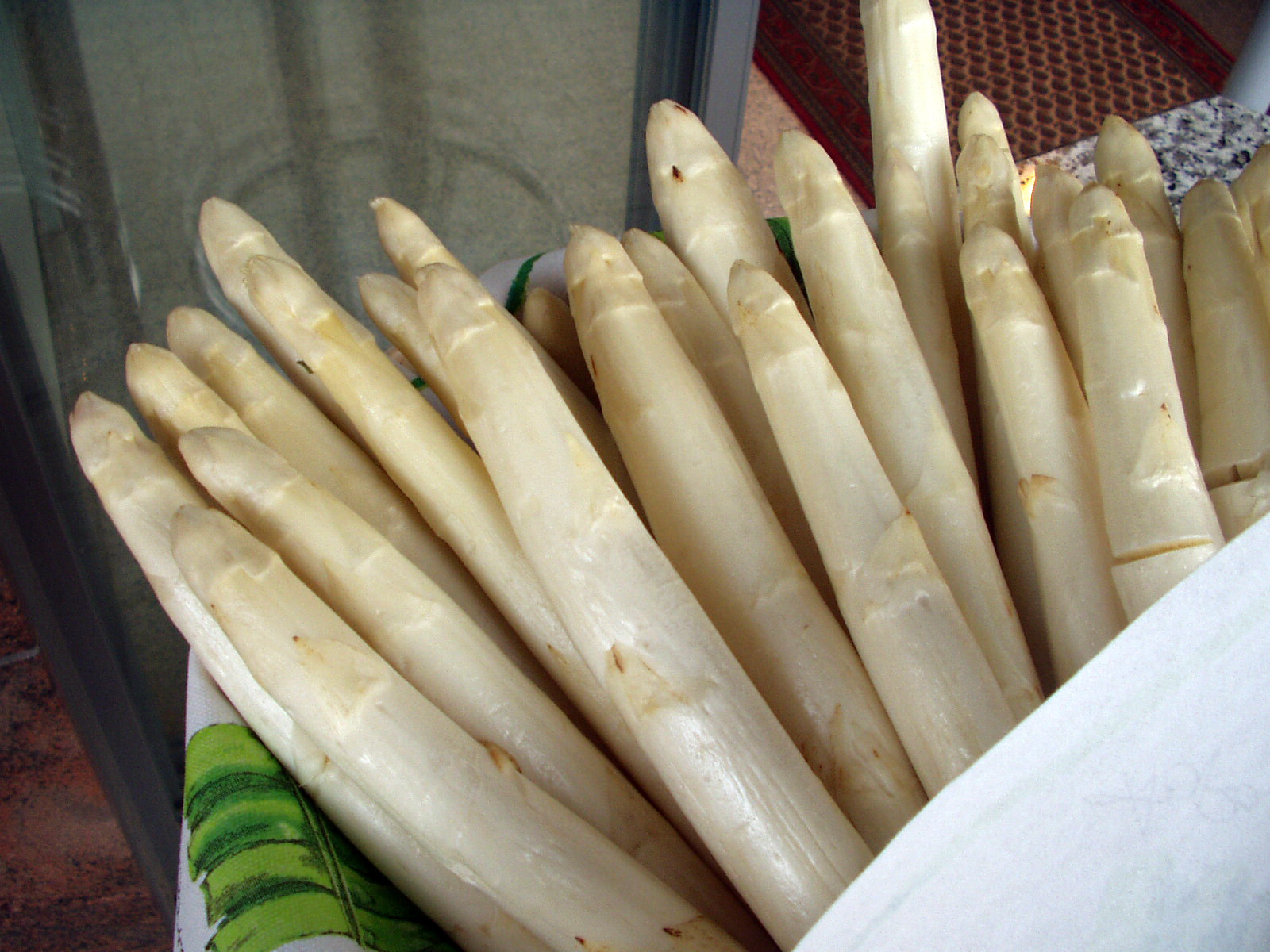
Asparagus are the main money income of Alcalé del Valle

- Semana Santa
- Romería de la Virgen del Valle
- Romería de San Isidro Labrador
- Feria y Fiestas de San Roque
- Procesión de la Virgen del Valle
- Carnavales